# Hilke Petersen
Hilke Petersen (* 5. Januar 1967 in Lüneburg) ist eine deutsche Journalistin und Fernsehmoderatorin. Sie moderierte vom 24. Februar 2009 bis zum 22. April 2014 das Polit-Magazin Frontal21 im ZDF.

## Werdegang
Hilke Petersen schloss ihr Hochschulstudium der Germanistik, Kunstgeschichte und Rechtswissenschaft an der Universität Hamburg und an der Freien Universität Berlin mit dem Magister ab. Nach Praktika und freier Mitarbeit beim NDR Fernsehen und im Hörfunk von SFB und ORB kam sie zurück zum NDR, wo sie für die Redaktion von N3 aktuell tätig war und zum ORB, dort in die Redaktion von Brandenburg aktuell. 1994 legte sie ein Volontariat beim SFB mit Schwerpunkt Politik und Zeitgeschehen ab und erhielt anschließend ihre Festanstellung in der Hauptabteilung Aktuelles des SFB-Fernsehens als Schlussredakteurin der Berliner Abendschau, Autorin, Live-Reporterin und Moderatorin. Auslandsaufenthalte führten sie ins ARD-Hörfunkstudio London.
2001 kam Hilke Petersen als Reporterin, Schlussredakteurin und Planungsredakteurin zur heute-Redaktion ins ZDF und wechselte ein Jahr später nach Berlin ins ZDF-Hauptstadtstudio. 2007 war sie Korrespondentin im Studio Washington. Vom 1. Februar 2009 bis zum 22. April 2014 war sie Moderatorin und stellvertretende Redaktionsleiterin des Magazins Frontal21. Am 1. März 2014 übernahm die Journalistin die Leitung des ZDF-Landesstudios in Stuttgart und war damit zuständig für die Berichterstattung aus Baden-Württemberg und der Schweiz. Von Juli 2019 bis Ende 2022 war sie Chefin vom Dienst der ZDF-Chefredaktion. Anfang Januar 2023 übernahm sie die Leitung des ZDF-Studios in London.